# Сент Џон (Канзас)
Сент Џон (енгл. St. John) град је у америчкој савезној држави Канзас.

## Демографија
По попису из 2010. године број становника је 1.295, што је 23 (-1,7%) становника мање него 2000. године.
| Група             | 2000.         | 2010.         |
| Белци             | 1.251 (94,9%) | 1.067 (82,4%) |
| Афроамериканци    | 5 (0,4%)      | 3 (0,2%)      |
| Азијати           | 3 (0,2%)      | 10 (0,8%)     |
| Хиспаноамериканци | 47 (3,6%)     | 196 (15,1%)   |
| Укупно            | 1.318         | 1.295         |